# Mikstat (gemeente)
De gemeente Mikstat is een stad- en landgemeente in het Poolse woiwodschap Groot-Polen, in powiat Ostrzeszowski.
De zetel van de gemeente is in Mikstat.
Op 30 juni 2004 telde de gemeente 6246 inwoners.

## Oppervlakte gegevens
In 2002 bedroeg de totale oppervlakte van gemeente Mikstat 87,17 km², waarvan:
- agrarisch gebied: 68%
- bossen: 26%

De gemeente beslaat 11,29% van de totale oppervlakte van de powiat.

## Sołectwo
- Mikstat-Pustkowie,
- Przedborów,
- Kotłów,
- Komorów,
- Biskupice Zabaryczne,
- Kaliszkowice Kaliskie,
- Kaliszkowice Ołobockie.

## Demografie
Stand op 30 juni 2004:
| Omschrijving                   | Totaal | Totaal | Vrouwen | Vrouwen | Mannen | Mannen |
| ------------------------------ | ------ | ------ | ------- | ------- | ------ | ------ |
| eenheid                        | aantal | %      | aantal  | %       | aantal | %      |
| inwoners                       | 6246   | 100    | 3105    | 49,7    | 3141   | 50,3   |
| bevolkingsdichtheid (inw./km²) | 71,7   | 71,7   | 35,6    | 35,6    | 36     | 36     |

In 2002 bedroeg het gemiddelde inkomen per inwoner 1207,95 zł.

## Aangrenzende gemeenten
Grabów nad Prosną, Ostrzeszów, Przygodzice, Sieroszewice